# Creutzburgs jägarkår
Creutzburgs jägarkår (Jäger-Corps von Creuzbourg) var ett jägarförband organiserat av Hessen-Hanau och ställt till den brittiska kronans förfogande under det amerikanska frihetskriget. Kåren deltog i slaget vid Oriskany, men tjänstgjorde framförallt som garnisonstrupp i Kanada.

## Tillkomst

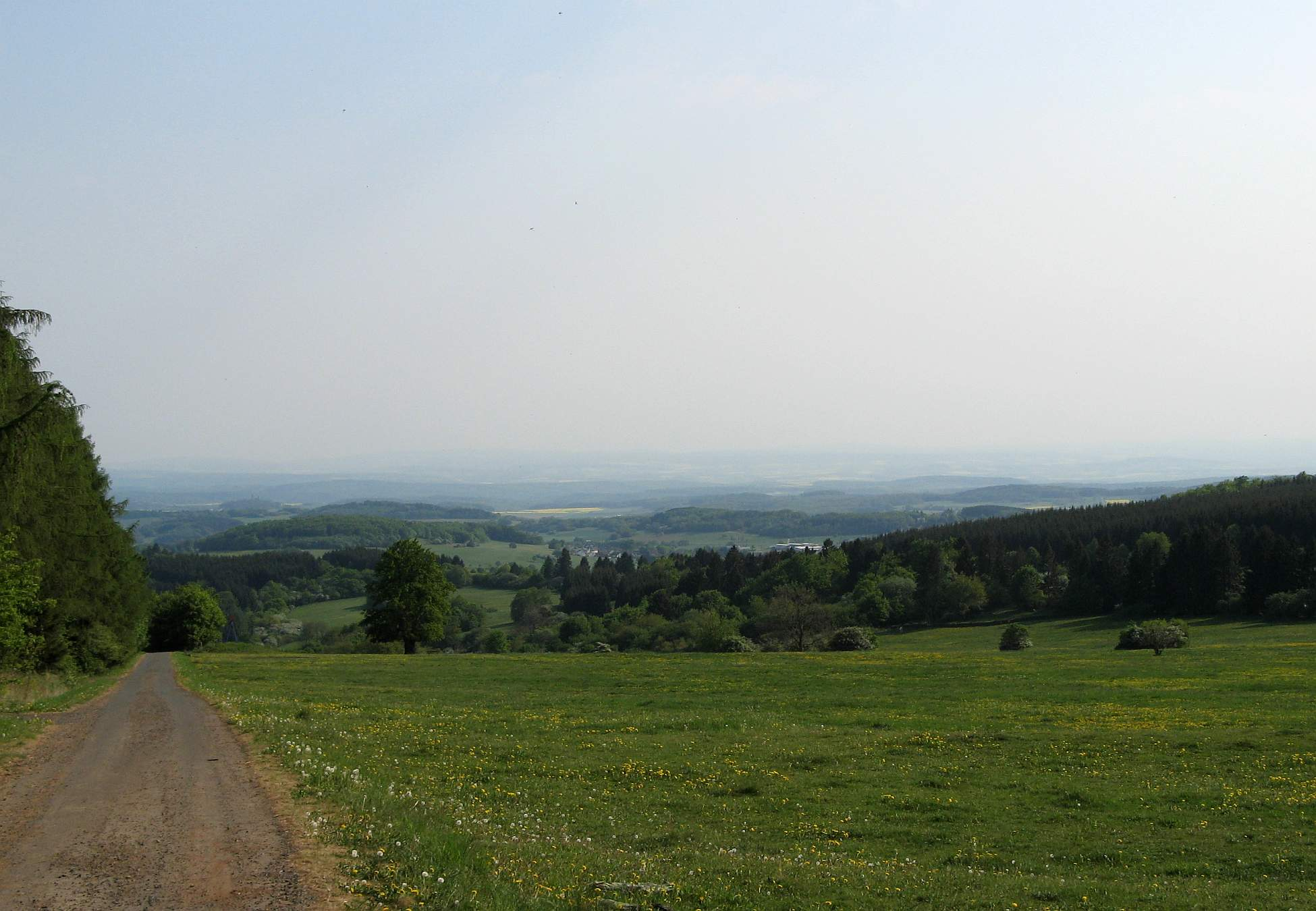
Det öppna hessiska landskapet var en skarp kontrast mot de djupa skogarna och de forsande vattendragen som de hessiska soldaterna skulle möta i Nordamerika.

Vid det amerikanska frihetskrigets utbrott bedömdes den brittiska armén vara för liten för att kunna militärt besegra de upproriska kolonierna. Storbritannien ingick därför avtal med ett antal tyska småstater om att ställa allierade truppkontingenter till förfogande i Nordamerika. I gengäld erhöll dessa stora penningsummor från London. Ett subsidie- och truppbiståndsfördrag ingicks mellan Storbritannien och grevskapet Hessen-Hanau i februari 1776. Bland de trupper som ingick i den hessen-hanauiska kontingenten hörde en jägarkår under befäl av överstelöjtnant Karl Adolf Christoph von Creutzburg. Jägarkåren rekryterades från kronojägare och andra yrkesjägare. De utvaldes för sin skjutskicklighet och var alla frivilliga, till skillnad från de utskrivna eller tvångsvärvade vilka fyllde infanteriets led. Deras sold var högre än de vanliga truppernas. Londonregeringen efterfrågade dem särskilt för det amerikanska fälttåget då de ansågs bättre kunna uthärda de amerikanska ödemarksförhållandena.

## Insatser

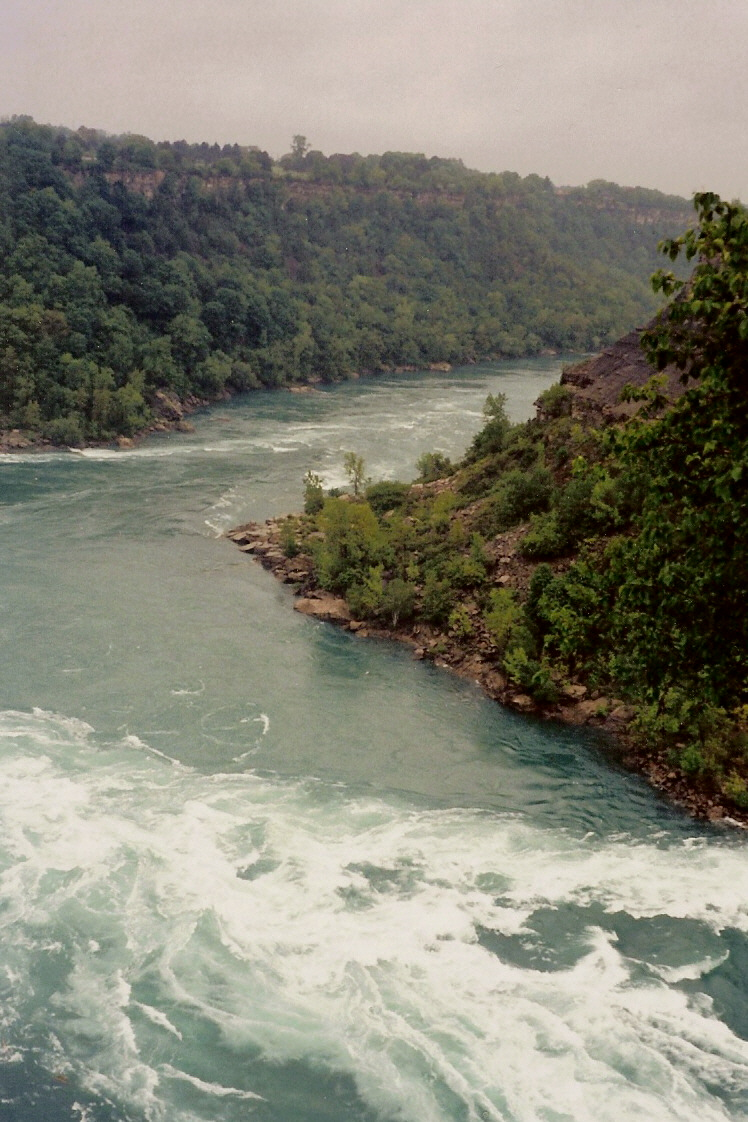
Skogs- och sjölandskap på gränsen mellan USA och Kanada. Vid nästan alla förflyttningar var Creutzburgs jägarkår tvungen att använda sjövägen.

Det var inte förrän till sommaren 1777 som den hessisk-hanauiska kontingenten anlände till Kanada, där den kom att ingå i general Burgoynes armé, vilken gick i amerikansk krigsfångenskap i oktober samma år. Creutzburgs jägarkår undgick emellertid krigsfångenskapen då den skulle ingå i St. Legers expedition mot Fort Stanwix. På grund av förseningar i trupptransporterna anlände dock bara ett kompani i tid för detta fälttåg, där de gjorde en betydande insats i slaget vid Oriskany 6 augusti 1777. Jägarkårens resterande kompanier förenades med diversionskåren först under dess återtåg, sedan belägringen av Fort Stanwix fått avbrytas.
Vintern 1777-1778 var Creutzburgs jägarkår förlagt till området sydost om Montréal. I augusti var åtminstone ett kompani stationerat kring Terrebonne. Vintern 1779-1780 var kåren inkvarterad i La Prairie och sommaren 1781 utgjorde den en del av garnisonen i Québec. Vintern 1781-1782 var jägarkåren förlagd i Saint-Vallier och Châteauguay; till sommaren fanns trupp stationerad på Île aux Noix och i Lacolle (i nuvarande regionen Montérégie).

## Avveckling

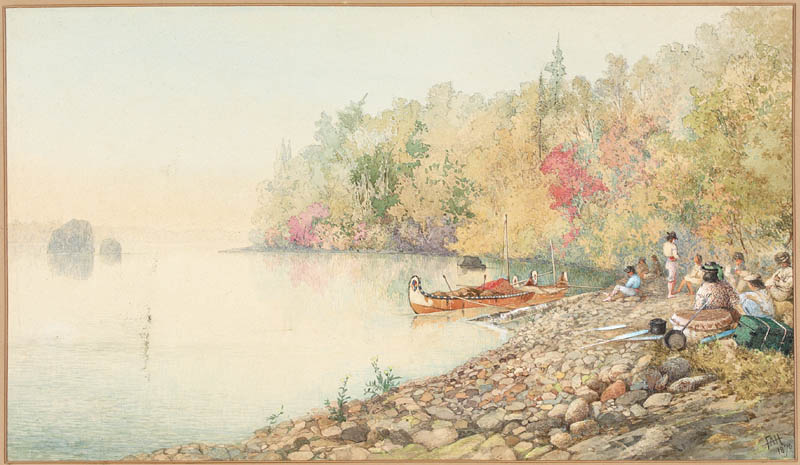
Det fria livet i Kanada tilltalade många soldater i Creutzburgs jägarkår.

Vid fredsslutet repatrierades den hessen-hanauiska kontingenten. Närmare hälften av Creutzburgs jägarkår valde dock att ta avsked och slå sig ned i Kanada. Deras krigsinsatser var begränsade, men de hade under långa marscher anpassat sig till de kanadensiska skogarna och lärt sig jaga, fiska och gå på snöskor, och njöt av livet mycket mer än vad de tyska soldaterna gjorde i de Tretton kolonierna eller hemma i Tyskland.